# 花身蚕水库
花身蚕水库是中国广东省江门市开平市境内的一座水库，位于镇海水上，建于1977年。水库正常库容为780万立方米，平均水深为7.23米，集雨面积为12平方千米，海拔为25.04米。